# أندريا فيرا
أندريا فيرا (10 أبريل 1993 بكيتو في الإكوادور - ) هي لاعبة كرة قدم إكوادورية في مركز حراسة المرمى، شاركت في دورة الألعاب الأمريكية 2015. وشاركت مع منتخب إكوادور لكرة القدم للسيدات.

## وصلات خارجية
- أندريا فيرا على موقع الاتحاد الدولي (مؤرشف)  (الإنجليزية)
- أندريا فيرا على موقع الاتحاد الأوربي (الإنجليزية)
- أندريا فيرا على موقع قاعدة بيانات كرة القدم.إي يو (الإنجليزية)
- أندريا فيرا على موقع Soccerway.com (الإنجليزية)